# Stay Awake (Dean Lewis)
Stay Awake è un singolo del cantautore australiano Dean Lewis, pubblicato il 18 marzo 2019 come terzo estratto dal primo album in studio A Place We Knew. Con questo singolo, Dean Lewis racconta di un amore che non riesce a funzionare e ha scelto il deserto della California come sfondo del video musicale, girato tra una tappa e l’altra del tour americano e diretto da Stevie Russell.
Il singolo è entrato in rotazione radiofonica Australiana il 29 marzo 2019 e la settimana successiva è stato il singolo più aggiunto alle playlist radiofoniche. Il singolo è entrato in rotazione radiofonica italiana il 10 maggio.
Il 13 giugno è stata rilasciata la versione acustica.

## Video musicale
Il 19 marzo 2019 è stato pubblicato sul canale Vevo-YouTube del cantante un lyric video del brano, mentre il 17 aprile successivo il videoclip ufficiale.

## Classifiche
| Classifica (2019) | Posizione massima |
| ----------------- | ----------------- |
| Australia         | 26                |
| Belgio (Fiandre)  | 82                |
| Belgio (Vallonia) | 55                |
| Irlanda           | 97                |
| Regno Unito       | 100               |